# Gaio Claudio Centone
Gaio Claudio Centone (latino: Caius Claudius Appius Centho oppure Cento) (fl. III secolo a.C.) è stato un politico della Repubblica romano.

## Biografia
Gaio Claudio Centone era membro della gens Claudia, una delle famiglie più potenti ed in vista della Roma del III secolo a.C.; era il terzo figlio di Appio Claudio Cieco. Fu eletto console nel 240 a.C. con Marco Sempronio Tuditano.
Fu censore nel 225 a.C. e interrex nel 217 a.C..
Livio racconta che il console del 213 a.C., Tiberio Sempronio Gracco, lo nominò dittatore alla fine di quello stesso anno, per convocare i comizi centuriati allo scopo di eleggere i nuovi consoli, evitando che i consoli del momento venissero allontanati dai fronti della guerra in corso contro Annibale. Claudio Centone allora nominò come magister equitum, Quinto Fulvio Flacco. Conclusi i comizi, il dittatore abbandonò la carica.